# Famille Augier de Moussac et de Crémiers
La famille Augier de Moussac et de Crémiers, anciennement Augier, est une famille subsistante de la noblesse française, originaire du Poitou.

## Histoire
La famille Augier de Moussac occupait depuis plusieurs siècles un rang distingué dans la haute bourgeoisie de Montmorillon, en Poitou, quand elle fut anoblie par l'exercice d'une charge de secrétaire du roi (achat de la charge en 1747 - lettres d'honneur en 1772),.
Beauchet-Filleau qui en a donné une généalogie détaillée en fait remonter la filiation à Antoine Augier, originaire d'Orléans d'après une tradition, qui épousa vers le milieu du XVIe siècle Andrée Félix. Il fut père de Félix Augier, sieur de Clossac et de Rouflamme, avocat en Parlement, sénéchal des villes et châtellenies de la Trémouille et de Belâbre, qui épousa Florence de L'Espine en 1594, fille de Pierre de L'Espine, seigneur de Boussigny.
Laurent Augier, seigneur de Moussac, Crémiers, etc., marié le 12 juillet 1731 à Élisabeth Moreau, était lieutenant général de la sénéchaussée de Montmorillon (l'une des plus étendues de France) quand il fut pourvu en 1747, de la charge anoblissante de secrétaire du roi en la chancellerie près du Parlement de Besançon. Il fit construire en 1755 à Montmorillon l'hôtel de Moussac, classé Monument historique. Il obtint des lettres d'honneur le 1er avril 1772 et mourut en 1788 laissant, entre autres enfants, deux fils, Jean-François Augier de Moussac, lieutenant général en la sénéchaussée de Montmorillon, marié en 1767 à Anne Bastide, et Antoine-Charles Augier, seigneur de Crémiers, marié en 1767 à Ursule Mornay, qui prirent part l'un et l'autre en 1789 aux assemblées de la noblesse tenues à Poitiers et qui furent les auteurs des deux branches agnatiques subsistantes.
Persécuté pendant la Révolution française, l'abbé de Moussac s'exila en Savoie puis en Suisse, dans le canton de Fribourg ; Antoine de Crémiers et Jacques-Christophe, son fils, émigrèrent à l'armée des Princes où ils intégrèrent les Compagnies nobles du Poitou.
La famille Augier de Moussac a été admise à l'Association d'entraide de la noblesse française, en 1936.

## Filiation
Les liens de filiation entre les membres de la famille sont connus notamment par la lecture des actes d'état civil depuis le début du XVIIIe siècle.
- François Augier (8 novembre 1675 à Montmorillon, 17 août 1746 à Montmorillon), écuyer, seigneur de Moussac, conseiller du roi, lieutenant général en la sénéchaussée de Montmorillon. Le 8 février 1703 à Montmorillon, il épouse Louise Trouillon.
  - Laurent Augier (31 juillet 1706 à Montmorillon, 15 septembre 1788 à Montmorillon), écuyer, seigneur de Moussac, le Breuil, Lérignac, et autres lieux, lieutenant général civil honoraire de la sénéchaussée de Montmorillon, secrétaire du roi en la chancellerie près le parlement de Besançon. Le 24 juillet 1731 à Angles-sur-l'Anglin, il épouse Anne Elisabeth Moreau.
    - Jean François Augier de Moussac (23 juin 1732 à Montmorillon - 7 juin 1815 à Montmorillon), lieutenant général de la sénéchaussée de Montmorillon. Il prend part avec son frère Antoine Augier, seigneur de Crémiers, aux assemblées de la noblesse tenues à Poitiers en 1789. Particulièrement apprécié des Montmorillonnais, il traverse la tourmente révolutionnaire sans être inquiété malgré les nombreux membres de sa famille partis en émigration ou au service de la cause royale. Le 21 septembre 1767 à Montmorillon, il épouse Anne Élisabeth Bastide.
      - Paul Laurent Augier de Moussac (26 janvier 1780 à Montmorillon - 18 avril 1863 à Montmorillon), receveur des finances à Montmorillon, démissionnaire en 1830. Le 10 septembre 1810 à Montmorillon, il épouse Estelle Carré de Candé.
        - Jules Augier de Moussac (31 octobre 1811 à Montmorillon - 1898) épouse le 5 janvier 1846 à Rezé Marie Stéphanie Anne Colette de Monti.
          - Louis Jean Augier de Moussac (12 juin 1847 à Rézé - 17 février 1916 à Montmorillon), ancien zouave pontifical. Le 27 novembre 1871 à Sainte-Anne-d'Auray, il épouse Élisabeth Renée Sabine Fresneau, fille du vicomte Armand Fresneau, sénateur royaliste du Morbihan et petite-fille du comte et de la comtesse de Ségur. Il reçoit le titre héréditaire de marquis romain par bref pontifical du pape Léon XIII en date du 15 mars 1887[2].
            - Marie Henri Armand Laurent Augier de Moussac (27 mars 1883 à Montmorillon - 27 août 1960 à Paris), militaire. Le 3 juillet 1908 à Paris, il épouse Marie Élisabeth Josine Léonie T'Kint de Roodenbeke.
              - Jean Louis Marie Arthur Laurent Augier de Moussac (1910-1988)[6]. Il épouse Odette Gautier de Charnacé puis Xénia Ktitareff[7].
                - (2) Georges Augier de Moussac[7] (1947), compositeur, arrangeur, producteur, musicien et guitariste. Il est notamment connu pour avoir composé la musique de White and Black Blues, chanson écrite par Serge Gainsbourg pour Joëlle Ursull au Concours Eurovision de la chanson 1990.

              - Albert Augier de Moussac (1924-2007)[8], artiste dramatique. Il épouse Huguette de Bernard de Seigneurens[9].

        - François Léon Louis Augier de Moussac (23 août 1814 à Montmorillon - 16 avril 1871 à Poitiers). Le 5 janvier 1848 à Paris, il épouse Agathe-Céline Dodun de Kéroman.
          - Félix Roger Augier de Moussac (6 novembre 1858 à Paris - 23 mars 1924) épouse le 22 août 1887 à Montmorillon, Marie Clémentine Antoinette Joséphine Germaine Estienne Montluc de La Rivière.
            - Isabelle Augier de Moussac (6 août 1888 à Montmorillon - 1963) épouse le 2 août 1921 à Montmorillon, le journaliste Alain Mellet.
            - Marie Raymond Augier de Moussac (10 février 1892 à Montmorillon - 1955), agent général du Consortium Financier du Sud-Ouest. Le 13 avril 1921 à Bordeaux, il épouse Yolande Marguerite Wilhelmine Johnston.
              - Geoffroy Augier de Moussac épouse Julia Anne de Comminges puis Dorothy Ann Dilis[9].
                - (1) Xavier Augier de Moussac épouse Catherine Sladek, cavalière d'obstacles.
                  - Emma Augier de Moussac (de) (1990), cavalière d'obstacles.

          - Marie Laurent Georges Augier de Moussac (3 décembre 1850 - 26 décembre 1927 à Le Vaumain/Oise), engagé dans les cuirassiers à 19 ans, il participe à la charge de Reischshoffen où son casque et sa cuirasse sont criblés de balles, puis à la bataille de Sedan. Prisonnier, il revient après plus de six mois de captivité et s'engage aussitôt dans les troupes du général de Ladmirault qui le fait son porte fanion et auprès duquel il participe à la reconquête de Paris sur les insurgés de la Commune.
            - Marie Joseph Antoine Jacques de Moussac (1893-1985)[10], colonel d'aviation, une citation à l'ordre de l'armée en septembre 1916 - Croix de Guerre 14-18, officier de la Légion d'honneur. Engagé à Saint-Cyr comme officier en novembre 1913 - 11ème régiment de Dragons - Passé à l'aviation comme observateur en août 1915 - Brevet de pilote militaire no 2313 à l'école d'aviation de Chartres, en date du 11 janvier 1916 - Pilote de l'escadrille MF 29 - pilote de l'escadrille MF 123 - Pilote escadrille MF 62 - Pilote de l'escadrille MF 35 - Pilote de l'escadrille N 49 - Commandant de l'escadrille SPA 166 du 16 août 1918 au 4 mars 1919.

    - Jacques Augier de Rondan (17 janvier 1734 à Montmorillon - 14 février 1785 à Montmorillon), capitaine de grenadiers au régiment d'Auxerrois, chevalier de Saint-Louis en 1772. Il participe à la guerre d'indépendance des États-Unis d'Amérique[11]. Sans alliance.
    - Marie Anne Augier de Moussac (21 avril 1737 à Montmorillon - 23 octobre 1804 à Béthines) épouse le 21 janvier 1766 à Montmorillon, Antoine Bichier des Âges.
      - Jeanne-Élisabeth Bichier des Âges (1773-1838), fondatrice des Filles de la Croix dites sœurs de Saint-André, béatifiée puis canonisée par le pape Pie XII le 6 juillet 1947.

    - Antoine Charles Pierre Augier de Crémiers (22 septembre 1740 à Montmorillon - 1810) épouse le 14 juin 1767 à Le Blanc (Indre) Ursule Marie Mornay.
      - Jacques de Crémiers (27 juillet 1773 à Le Blanc - 1844), sous-lieutenant au régiment de Conti-Dragons, émigre et sert dans les Mousquetaires à la 2e compagnie noble d'ordonnance avant de faire les campagnes du régiment de Montmorency-Laval, puis celles du régiment d'Edward Dillon (Corse, île d'Elbe, Portugal). Après être rentré en France il rejoint, avec le grade de capitaine, l'armée de l'Ouest de 1798 à 1800 sous les ordres de Bourmont. Chevalier de Saint-Louis en 1815.
      - Jean de Crémiers (22 octobre 1775 à Le Blanc - 31 décembre 1856 à Bourg-Archambault), officier de Marine, incarcéré sous la Terreur avec l'état major de son bâtiment de retour de campagne des Indes ; libéré après le 9 thermidor. Il épouse sa cousine germaine Adélaïde de Moussac, fille de Jean-François. Maire de Bourg-Archambault, sous-préfet de Montmorillon. Il est fait chevalier de l'ordre national de la Légion d'honneur.
        - François Félix Augier de Crémiers (21 novembre 1811 - 22 août 1882 à Bourg-Archambault), saint-cyrien, démissionne en 1830, maire de Bourg-Archambault, conseiller général de la Vienne. Le 7 novembre 1843 à Montmorillon, il épouse Caroline Goudon de Lalande de L'Héraudière. Veuf, il épouse en secondes noces en 1848, Marie Alexandrine Marreau de La Bonnetière.
        - Joseph Étienne Augier de Crémiers (5 août 1817 à Montmorillon - 8 janvier 1864 à Poitiers) épouse le 19 juin 1842 à Artonne, Louise Charlotte Augusta Compte de Tallobre.
          - Maurice Augier de Crémiers (6 juin 1848 à Artonne - 1er juin 1921 à Bourg-Archambault), zouave pontifical, maire de Bourg-Archambault. Le 16 avril 1873 à Breil, il épouse Marie Françoise Joséphine Roullet de La Bouillerie.
            - Sylvestre Georges Marie Joseph Augier de Crémiers (1er janvier 1878 à Breil - 2 octobre 1938 à Paris 9) épouse le 8 juillet 1909 à Riom, Geneviève de Boisset de Torsiac.
              - Jacques Marie Roger Augier de Crémiers (1921-2005)[12], ingénieur diplômé de l'École centrale Paris. Il épouse le 12 septembre 1945 à Toulon-sur-Arroux, Marguerite de Faure[13].
                - Robert Augier de Crémiers (1953), général de corps d'armée, directeur du service national[14], commandeur de la Légion d'honneur[15].

            - Charles Marie François Joseph Augier de Crémiers (31 juillet 1879 à Breil - 24 janvier 1943 à Nîmes) épouse le 18 juillet 1906 à Marvejols, Marguerite de Ricard.
              - Charles Paul Marie Robert Augier de Crémiers (1908-1979)[16], commissaire général de la Marine[17]. Il épouse Christiane Guillemin de Monplanet[18].
                - Jacques Robert Augier de Crémiers épouse Cécile de Kerautem.
                  - Alexandrine Augier de Crémiers épouse François Régis d'Anselme
                    - Henri d'Anselme, connu sous le surnom de « le héros au sac à dos », nommé « à titre exceptionnel » au grade de chevalier dans l'ordre national de la Légion d'honneur le 13 juillet 2023 au motif de « étudiant, ancien président d'une association à caractère cultuel ; 3 ans de services »[19],[20].

                - Laurent Augier de Crémiers épouse sa cousine Brigitte Augier de Crémiers (voir ci-dessous)[18].
                - Hilaire Augier de Crémiers[18] (1944), l'un des deux secrétaires généraux du mouvement Restauration nationale.

              - Henri Augier de Crémiers (1913-1971), ingénieur agronome, croix de guerre 39-45. Il épouse le 11 juillet 1942 à Avignon, Marie-Elisabeth du Laurens d'Oiselay.
                - Brigitte Augier de Crémiers épouse son cousin Laurent Augier de Crémiers (voir ci-dessus)[18].
                - Bernard Joseph Marie Henri Augier de Crémiers (1955), président-fondateur du groupe Laforêt (immobilier)[21].

    - Félix Paul Laurent Augier de Moussac (18 juillet 1753 à Montmorillon - mars 1827), prêtre, abbé de Moussac, prévôt du chapitre de Montmorillon. Il est proposé pour être aumônier de Mesdames, tantes du roi Louis XVI. Mais la Révolution l'oblige à quitter la France. À son retour, il est vicaire général du diocèse de Poitiers pendant quarante-six ans, tenant lieu d'évêque. Il refuse quatre fois d'être nommé évêque, malgré de fortes pressions impériales puis royales, préférant rester au service de son Poitou natal.

## Propriétés
L'hôtel de Moussac, situé à la sortie de Montmorillon, sur la route du Bourg-Archambault, est classé monument historique. En 1873, il accueillit la comtesse de Ségur (née Sophie Rostopchine) venue voir sa petite-fille, Élisabeth Fresneau (épouse de Louis-Jean Augier de Moussac), qui venait de perdre son fils nouveau-né.
La famille a également possédé le château de Boismorand (Antigny), le château de l’Epine (Antigny)
et le château de Bourg-Archambault, inscrit à l'inventaire des monuments historiques, propriété de la branche de Crémiers.

## Alliances
Les principales alliances de la famille Augier de Moussac et de Crémiers sont : Félix (milieu du XVIe siècle), Lespine (1594), Mangin d'Ouince, Bichier des Âges (1677 et 1766), Moreau (1731), Bastide (1767), Mornay (1767), Bouquet de La Clavière (1788), Goudon de La Lande de l'Héraudière (1803 et 1843), Carré de Candé (1810 ou 1818), de Ladmirault (1842), de Chabot (1843), Compte de Tallobre (1843), de Monti-Rézé (1846), Dodun de Keroman (1848), de Boisguérin de la Bonnetière (1848), de Croÿ-Chanel (1867), Fresneau (1871), Roullet de La Bouillerie (1873), de Blois de La Calande (1874), Bellivier de Prin (1875), de Ploesquellec (1877), de La Panouse (1878), Desbordes de Jansac (1879), de Lyrot (1879), Piet de Beaurepaire (1882), de Fontaines (1885), du Bos d'Hornicourt (1885), Desmousseaux de Givré (1885), Grellet de La Deyte (1888), de Maussabré (1891), Garnier de La Boissière (1899), de Torsiac, de Carnet-Carnavalet, de Lancesseur, de Monplanet, d'Aboville (1936), Perret du Cray (1942), du Laurens d'Oiselay, Dubosc de Pesquidoux, de Mirbeck, de Lauzanne, Lecointre, Roux de Bézieux, de Vimeur de Rochambeau, d'Albaret, de Chergé, de Kerautem, de Bazelaire, Malcor Deydier de Pierrefeu (1968), de Vasselot de Régné (1972), Imbert de Balorre (1978), Storelli, de Chefdebien Zagarriga, Audren de Kerdrel, de Ricard (1906), Guillemin de Monplanet (1935), d'Anselme (1996), de Braquilanges (2006), Chodron de Courcel (2011), d'Harcourt (2021).

## Armes
L'Armorial général de Poitiers indique en 1698 : D’or à une croix ancrée de gueules, cantonnée de quatre roses du même puis ces armes anciennes (ordonnance du 1er juillet 1701, brevet délivré par d'Hozier) :  D'or à trois croix de sable rangées en pal.
Arnaud Clement indique d'or à trois croisettes de sable posées en pal.
| Image | Armoiries |
| ----- | --- |
|       | Louis-Jean Augier de Moussac, marquis romain par bref pontifical de S. S. Léon XIII du 15 mars 1887[réf. nécessaire] D'or à trois croix de sable, pommetées par le haut et posées en pal. Devise: E spina roseae (De l'épine de la rose) |